# Amtsgericht Schieratz
Das Amtsgericht Schieratz war ein deutsches Gericht der ordentlichen Gerichtsbarkeit im Bezirk des Landgerichtes Kalisch mit Sitz in Schieratz.

## Geschichte
Das Landgericht Kalisch mit Sitz in Kalisch wurde während der deutschen Besetzung Polens 1939 mit Erlass vom 26. November 1940 als Landgericht im Bezirk des  Oberlandesgerichtes Posen gebildet. In Schieratz wurde das Amtsgericht Schieratz als eines von vier Amtsgerichten dieses Landgerichtes gebildet.
Nach Kriegsende 1945 wurde der Landgerichtsbezirk wieder unter polnische Verwaltung gestellt. Anstelle des Amtsgerichtes Schieratz wurde das Sąd Rejonowy w Sieradzu bzw. 1950–1975: Sąd Powiatowy w Sieradzu eingerichtet.

## Amtsgerichtsgebäude
Das Amtsgerichtsgebäude befand sich in der ul. POW 5 (damals: Bahnhofstraße 5). Der Zustand des Gebäudes war schlecht, daher plante die Besatzungsmacht den Neubau eines repräsentativen Neubaus. Nachdem sich verschiedene Baupläne nicht umsetzen ließen, schliefen die Neubaupläne kriegsbedingt ein.